# Trilogia popolare
Als Trilogia popolare („populäre Trilogie“) werden die drei Opern Rigoletto, Il trovatore und La traviata des italienischen Komponisten Giuseppe Verdi bezeichnet. Mit diesen 1851 bzw. 1853 uraufgeführten Werken gelangte Verdi zu internationaler Bekanntheit.
Obwohl die drei Werke mehr Unterschiede als Gemeinsamkeiten aufweisen, werden sie häufig zu dieser scheinbaren Einheit zusammengefasst. Verdi komponierte sie kurz hintereinander in einem Zeitraum von weniger als zwei Jahren. Zudem zählen sie zu seinen erfolgreichsten Opern, während die davor und danach entstandenen Werke Stiffelio und Les vêpres siciliennes weniger bekannt sind. Die Bezeichnung „Trilogia popolare“ entstand erst 1913 in Anlehnung an Richard Wagners Tetralogie Der Ring des Nibelungen. Da die drei Opern ursprünglich für ein überwiegend aristokratisches Publikum entstanden, führt auch der Bestandteil „popolare“ (‚volkstümlich‘) in die Irre.